# 阿寒富士
阿寒富士（あかんふじ）は、美しい円錐状の山容を持つ北海道東部に位置する活火山。標高1,476m。雌阿寒岳（8つの小さな火山から構成される成層火山群）を構成する一火山である。北海道釧路総合振興局白糠郡白糠町と十勝総合振興局足寄郡足寄町の境界に位置し、山腹の北東部が釧路市（旧阿寒町）に属する。

## ギャラリー

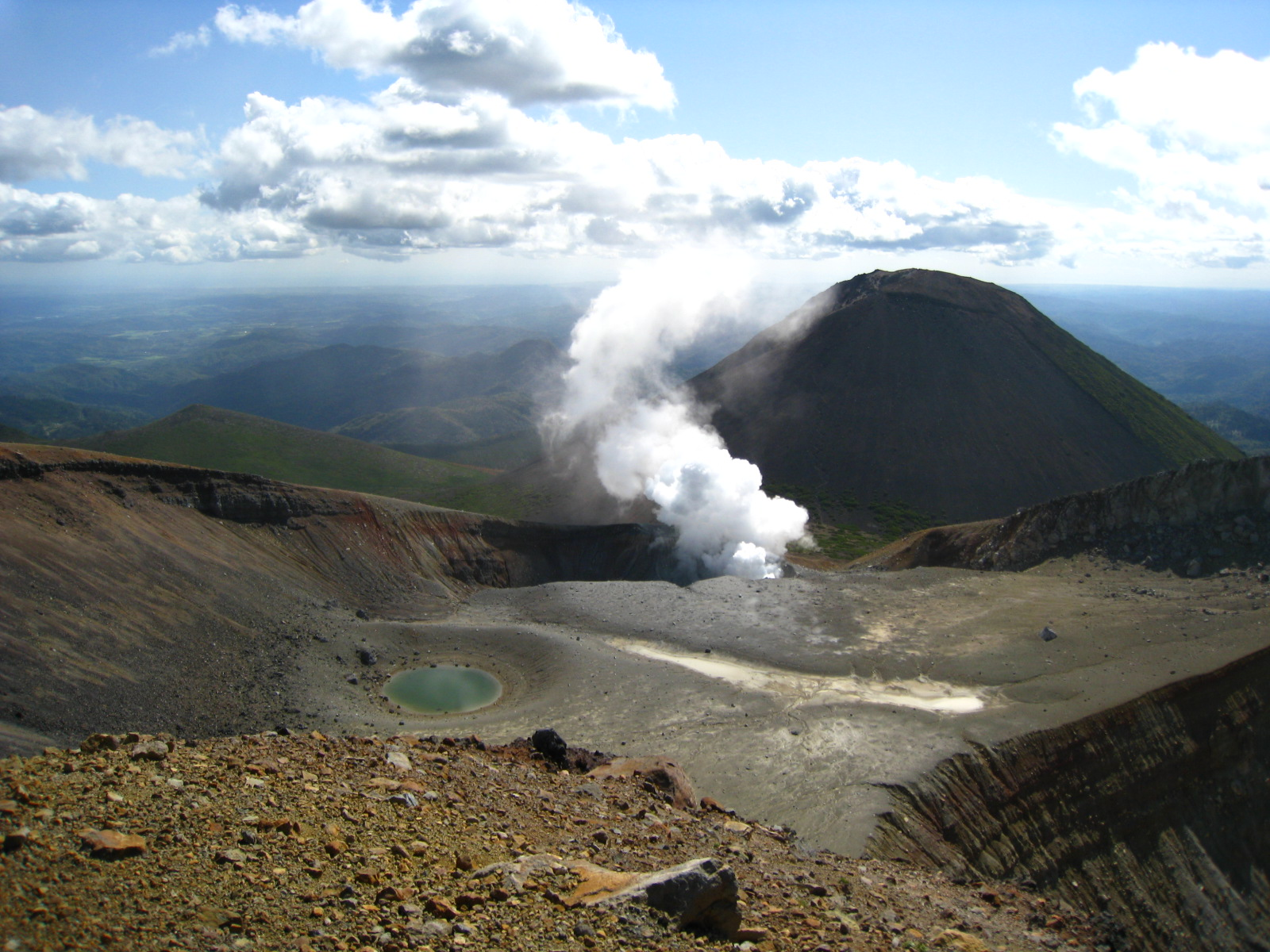
雌阿寒岳火口（青沼）と阿寒富士
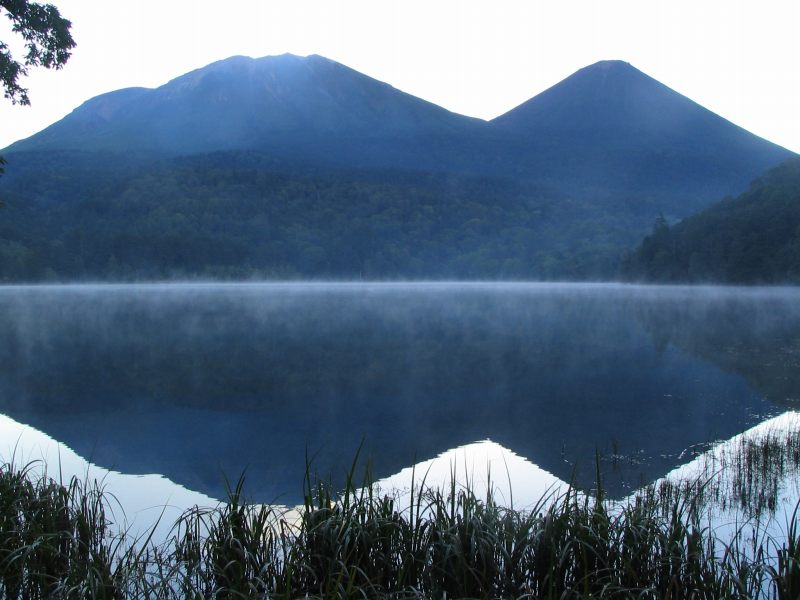
オンネトーから見た雌阿寒岳（左）と阿寒富士（右）
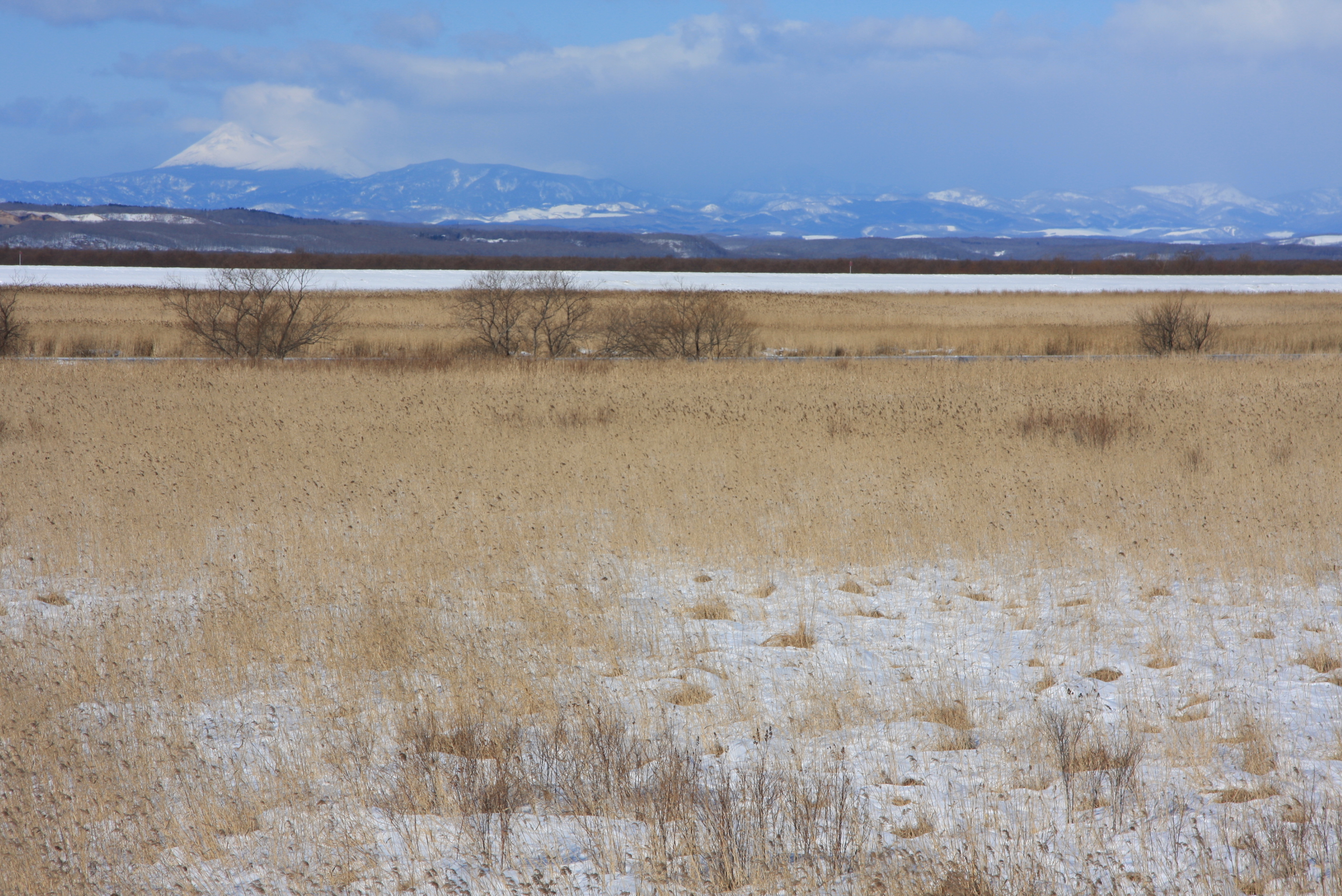
釧路湿原から遠望する阿寒富士